# Yawalapiti
Gli Yawalapiti  sono un gruppo etnico del Brasile che ha una popolazione stimata in 156 individui (2011).

## Lingua
Parlano la lingua Yawalapiti (codice ISO 639: YAW), lingua che appartiene alla famiglia linguistica Aruak. Il nome "Yawalapiti" significa letteralmente "villaggio delle palme Tucum" e viene utilizzato dagli Yawalapiti come auto-identificativo.

## Insediamenti
Vivono nello stato brasiliano del Mato Grosso, nella riserva di Parque Indígena do Xingu. Il "villaggio delle palme Tucum" sarebbe il luogo più antico di cui si tramandano i racconti e si trova nei pressi della barriera corallina Morena, alla confluenza dei fiumi Kuluene e Batovi mentre l'attuale villaggio è collocato nel punto d'incontro dei fiumi Tuatuari e Kuluene.
Come tutte le tribù dell'alto Xingu, il villaggio Yawalapiti è di forma circolare ed ha case comuni che circondano un quadrato (uikúka). Al centro della piazza vi è una casa comune frequentata solo dagli uomini e dove vengono conservati flauti sacri. In questa casa, o presso le rive del fiume vicino, gli uomini si riuniscono per parlare al crepuscolo e si dipingono per le cerimonie. La piazza centrale è il luogo dove vengono sepolti i morti di entrambi i sessi, in un tunnel che collega due fori.

## Storia
Gli Yawalapiti sono stati menzionati per la prima volta nel 1887 quando la spedizione dell'etnologo tedesco Karl von den Steinen raggiunse la zona paludosa dei laghi e del fiume Tuatuari. L'etnologo fu colpito in particolar modo dalla estrema povertà di questo gruppo etnico: i suoi membri vivevano tutti nudi e non avevano cibo da offrire; nei suoi diari, racconta di due membri Yawalapiti, Mapukayaka e Moritona, probabilmente due capi tribù. Ancora oggi questi due antenati sono presenti nei racconti e nella genealogia del gruppo. Il villaggio menzionato più grande era Ukú-píti ("villaggio delle frecce"), un antico sito dei Mehinako, da loro abbandonato  a causa di spiriti che infestavano i laghi. Negli anni quaranta del XX secolo gli Yawalapiti occuparono Palusáya-píti; in questo periodo cominciarono a soffrire di stenti e si dispersero tra le comunità di Kuikuro, Mehinako e Kamaiurá. Alla fine degli anni cinquanta si riorganizzarono e negli anni sessanta riuscirono a ricostruire un proprio villaggio denominato Emakapúku.